# キック ザ・びっくりボーイ
キック ザ・びっくりボーイ（原題：Kick Buttowski: Suburban Daredevil）とは、2010年2月13日からディズニーXDで放送中のアメリカ合衆国のアニメ。日本では先行放送が行われた。その後、同年5月29日から放送。ディズニーXDサイトでは公式配信もされていた。2021年6月14日からはディズニー・チャンネルで放送された。

## 概要
Toon Boom AnimationというAdobe Flashに似たソフトウェアを用いて制作されたテレビアニメ。
『欲しいのは驚き』史上最年少のスタントマンを主人公に、その周囲のエキセントリックな人達との絡みをド派手なスタントアクションを軸に描いている。スタントが好きで命知らずの少年、キック･バタウスキはお調子者の友人・ガンターをお供に今日もド派手なノンストップアクションをぶちかます。町に住むのは元走り屋の司書の女性など個性的な面々ばかり。メロウブルックという架空の町が舞台になっているが、この町はクリエイターであるサンドロ・コルサロ(en:Sandro Corsaro)の故郷・マサチューセッツ州ストーンハムがモデルになっている。なおシーズン1とシーズン2で若干変更があり、シーズン2だとオープニングにスタントの経験を積んだのを印すようにスケボーに傷がついていたり、キックの顔（特に目）が変わっている。シーズン3のキャンセルが決まり、2013年5月31日をもって全てのエピソードの放送を終了し、打ち切りとなった。

## 登場人物
キック・バタウスキ（Clarence Francis "Kick" Buttowski）
声 - チャーリー・シュラッター/保村真
本作の主人公で、世界最高のスタントマンになる夢を持つ少年。一人称は「俺」。体重23kg。本名は「クラレンス・フランシス・バタウスキ」らしいが、日本版ではキックという愛称で呼ばれておりクラレンスと呼ぶシーンは今のところない（英語版だとケンダルなどがクラレンスと呼んでいるシーンがある）。
普段からスタントボーイとしてヘルメットをかぶって生活しており、外す事は無い。なのでシャワーや寝る時はいつもしている。ヘルメットは小さな頃に両親から貰った。スタントが何よりも大好きでいつも手にはスケボーを持っている。毎朝8:00に「命知らずの崖」を下るコースで駆け下りるのを日課にしているなど向こう見ずなところがあり、あまりの無茶ぶりに失敗することもある。自身はスタントマンとしては未熟だと思っているが、ひょんな事からTVデビューしているため一部ではカリスマ的な評判(悪評含む)を持ち、後述のビリー･スタンプスの様に既に正式にスタントマンとして認める者までいるほどである。
クールで言動が大人びているが愛用のヘルメットを無くした時には信じられない程、動揺していた事もありスタントをやめるという場面も。また何事にも前向きで諦めない性格であるが、情に弱い。
兄のブラッドとは仲が悪く、兄弟喧嘩などでは負けてしまう事が多いが、ブラッドがピンチになった時には全力で助けるなど兄想いの一面も。
口癖は「びっくりタイムだ」、「（ああ）やっちまった！」。
なお、女の子もの（恋愛や化粧など）は吐くほど大嫌いでそれを目撃するたびにごみ箱で吐いてしまう事も。しかし、シーズン2でケンダルと良い感じになった事があり、一瞬、頬を赤くしたのがある。
たまに言葉に惑わされて騙されたり、妄想が激しい（ビリー・スタンプスと一緒に過激なスタントするなどを空想する）事も、しばしば。
身長が他のキャラクターよりも小さめなため、身長を気にしているシーンの他、身長が低いせいで「可愛い」と周りから言われがちだが、「可愛い」と言われるのは好きではない。
スタントをしているため運動能力は大変素晴らしく、相手の攻撃を素早くかわす事が出来る。ドッジボールのエースである。そのため、学校では殿堂入りされた事も。
勉強に関してはスタントで教科書を使ったりするため、好きではないが、頭の回転が良いらしく（2か月分の宿題を全て5分で終わらせたなど）、よくアイデアを思いつく。
運動能力の素晴らしさのせいかライバルが多いらしく、そのせいで巻き込まれたり、挑戦状をたたきつけてくる事が多い。ジャッキーという女の子を苦手としている。
シーズン1とシーズン2でデザインが少し変わっており、シーズン1は丸っこい目をしているがシーズン2だとキリッとした目になっている。ちなみにシーズン2だとキャラクターに振り回されるエピソードが多い。
ガンター（Gunther Magnuson）
声 - マット・L・ジョーンズ/勝杏里
キックの親友であり、スタントのサポート役。一人称は「僕」。
マイペースで食べ物が大好き。ここぞという時にはキックの一番の支えになる。キックの右腕でもある。旧時代の鳩時計を愛し、普段は温和でマイペースな性格だが、バイキングの末裔を自称し、野生の本能に目覚めると誰にも手を付けられなくなる。家はバイキング料理のレストランで父親はそこのシェフでもある。
コケモモのパイが好物。 ジャッキーに惚れた事がある。
ブラッド・バタウスキ（Bradley "Brad" Buttowski）
声 - ダニー・クックセイ/相馬幸人
キックの兄。一人称は「俺」、「ブラッド様」など。体重45kg。仮免持ち。両親の前ではいい子にしているが、キックの事を「ひよっこ」と呼び、親がいない間はいつもキックと殴りあいの喧嘩ばかりしている（しかし親が帰ってくると喧嘩したのがバレないように仲良くするシーンもある）。結構ずるい性格。
かなりの女の子好きらしく、同じ年頃の女の子がいるとナンパする事があるが、ほとんどは失敗に終わっている。一度だけ付き合った子が一人いたが、その子は一流のチアガールになるためにさえない男と付き合うという条件で付き合っていただけだった（のちにその子はブラッドを全校生徒の前で恥をかかせようとしたが、それに早く気づいたキックが阻止した）。テレビ番組の「タンクトップガール」が好き。
いつもはキックと喧嘩ばかりだが、どうしてもという時はキックと協力する事がある。部屋はとても汚い。
ウェイド（Wade）
声 -エリック・クリスチャン・オルセン/石野竜三
キックとガンターがよく行くガソリンスタンドのレジ係兼修理工。仕事に関してはやる気がないが、キックたちの良き味方の一人である。
しかし一度、仕事に出世した事があり、もう会えないと思ったキックとガンターはそれを阻止した。親に家を追い出されてキックの家に家出した事も（その後、出て行き別の場所で居候した）。
キックの事を「びっくりボーイ」と呼び、ガンターの事は「バイキングボーイ」と呼んでいる。
ブリアナ・バタウスキ（Brianna Buttowski）
声 - グレイ・デライル/阿澄佳奈
キックの妹。金髪でかわいらしいが、言う事聞かなければ泣き叫ぶなどわがままな性格をしている。そのため、良く両親を振り回す事も。しかし、いざという時はナイスな行動をしたりする。
ブラッドの事は「ブラッド」と呼ぶが、キックの事は兄弟関係で「お兄ちゃん」と呼ぶ。お化粧やお人形遊びやティーパーティー遊びなどが好き。良くコンテストに出ており、ほとんど出かけている。
テレビ番組の「ひみつのティーナちゃん」の大ファンで、ブリアナの容姿はティーナちゃんをまねたものである。
ケンダル・パーキンズ（Kendall Perkins）
声 - エミリー・オスメント/阿澄佳奈
キックのクラスの委員長で、仕切り屋ともいうべき性格をしている。その性格か、学校の先生達から好かれているが、クラスメイトからはそこまで好かれていない様子。キックとの仲は大変悪いが、時折互いに想いあう間柄でもあり、キックが初めてキスをした相手でもある（逃げるためにキスしたため、その後、キックはドリンクで口をゆすいで吐いた）。
一応ロナウドという化学オタクと付き合っているが、キックの事も気になるのか「ILOVEKB」とロッカーに落書きした事も。
ジャッキー（Jackie "Wacky" Wackerman）
声 - マリア・バンフォード/寺田はるひ
メロウブルックに引っ越してきたメガネをかけた女の子。良く親の都合で引っ越してくるらしい。
キックのスタントする姿を見て一目惚れしてしまい、キックの最初のファンとなったが、自分の部屋を改造してキックの部屋のレプリカを作り上げたり、キックの人形を作ったり、キックのスタントする姿をカメラに収めたりなど（そのカメラのフラッシュのせいで、キックはスタントに失敗する事がある）、ストーカーじみている。キックの後を追っている。
ガンターと同じくバイキングとコケモモのパイが好きらしく、そのせいでガンターが一目惚れされた事もある。
毎度キックに話しかけて近づく、ケンダルに嫉妬している。
ヴィックル氏（Mr. Vickle）
声 - ジョン・ディマジオ/飯島肇
キックの隣人で金魚愛好家。ドロシーという巨大金魚がいる。毎度、キックのスタントのせいで花壇が荒れてしまう。
チカレリさん（Ms. Chicarelli）
声 - 遠藤さやか
キックの近所に住む白髪のお婆さんで、キックや子供をかなり毛嫌いしている。そのため、一度子供達からの私物を取り上げた事も（この後キックは全部返した）。キックが引っ越しに来る前までは平和だったらしい。うるさいのが嫌いらしく、オスカーという犬を飼っているがその犬も飼い主に似て狂暴である。
オスカー（Oskar）
チカレリが飼っている犬。一見見ると普通の犬だがじつはかなりの狂暴で、キックを見つけてはお尻に噛みついたり、宿題のプリントなどを食べている。
カイル（Cousin Kyle）
声 - トム・ケニー/小田久史
キックのいとこで、おしゃべりが好きで止まらないため、周りからは恐れられているが（カイルが来ただけで天気が悪くなったほどである）、本人はそれを気にしておらず、スタントボーイのキックを誇りに思っている良い子。人形劇が大好き。
ビリー・スタンプス（Billy Stumps）
声 - ジェフ・ベネット/松本大
キックにとってあこがれの存在であるスタントマン。スタント中の事故が元で左腕の肘から先を失っているがキックを最年少のスタントマンとして認めている。彼との出会いがキックのTVデビューの日となった。
キックの携帯アドレスを知っているらしく、スタントを誘う時、キックの携帯に電話をかけた。それ以降からキックとかかわるエピソードなどがある。

## 放送リスト

### シーズン1
| 話数 | サブタイトル                   | 原題                          |
| ---- | ------------------------------ | ----------------------------- |
| 1    | あの世行きジャンプ             | Dead Man's Drop               |
| 1    | 憧れのビリー・スタンプス       | Stumped                       |
| 2    | 図書館大戦争                   | If Books Could Kill           |
| 2    | パーティを狙え                 | There Will Be Nachos          |
| 3    | 秘密基地を取り戻せ             | Kicked Out                    |
| 3    | スタント禁止令                 | Kick the Habit                |
| 4    | 究極のノックアウト             | Knocked Out                   |
| 4    | シリアルを奪還せよ             | Not Without My Cereal         |
| 5    | 暴走恐竜キックサウルス         | Kickasaurus Wrecks            |
| 5    | バイキング食堂へようこそ       | Battle For The Snax           |
| 6    | キックに夢中                   | Obsession For Kick            |
| 6    | 悪魔のジャイアント・フィッシュ | Flush and Release             |
| 7    | スノーパニック                 | Snowpocalypse!                |
| 7    | キックの飼育日記               | According to Chimp            |
| 8    | キックのピアノ・リサイタル     | Runaway Recital               |
| 8    | スタント三輪車よ永遠に         | Trike X-5                     |
| 9    | ドロップ・キック               | Drop Kick                     |
| 9    | 映画館に潜入せよ               | Box Office Blitz              |
| 10   | サバイバルキャンプ             | Those Who Camp, Do            |
| 10   | 犬の失踪                       | Dog Gone                      |
| 11   | パパの愛車                     | Dad's Car                     |
| 11   | 伝説の宝を手に入れろ           | The Treasure of Dead Man Dave |
| 12   | 恋におちたガンター             | For The Love of Gunther       |
| 12   | スペシャルパパ参上!            | Father From the Truth         |
| 13   | 消えたヘルメット               | Exposed                       |
| 13   | ウェイド救出大作戦             | Wade Against The Machine      |
| 14   | 決死のカートレース             | Mellowbrook Drift             |
| 14   | 誕生日の贈り物                 | The Gift of Wacky             |
| 15   | ハワイに行きたい!              | Things That Make You Go Boom! |
| 15   | カイル・ビー・バック           | Kyle Be Back                  |
| 16   | かっこいいランキング           | Rank of Awesome               |
| 16   | 母の日おめでとう               | A Very Buttowski Mother's Day |
| 17   | 失われた友情                   | Abandon Friendship!           |
| 17   | 成績表を取り戻せ               | Braking the Grade             |
| 18   | ダンスをあなたと               | Dancing With The Enemy        |
| 18   | 謎の密告者を追え               | Tattler's Tale                |
| 19   | 宿題提出計画                   | Morning Rush!                 |
| 19   | アイスクリーム輸送作戦         | Fistful of Ice Cream          |
| 20   | 陰謀を暴け                     | Frame Story                   |
| 20   | スタントガール現る             | And... Action!                |
|      |                                |                               |

※第4話の｢究極のノックアウト｣　｢シリアルを奪還せよ｣はお蔵入りである、原因は不明

### シーズン2
| 話数 | サブタイトル                             | 原題                          |
| ---- | ---------------------------------------- | ----------------------------- |
| 21   | 芝刈りバトル                             | Mow Money                     |
| 21   | 恋するダメ男                             | Love Stinks!                  |
| 22   | キックの遺伝子                           | Kickin' Genes                 |
| 22   | スーツを買おう                           | Clothes Call                  |
| 23   | 美しき友情                               | Clean... to the Extreme       |
| 23   | 配達はスピーディに                       | Stand and Delivery            |
| 24   | ワイルド・BMXレース                      | Switching Gears               |
| 24   | ガレージのきずな                         | Garage Banned                 |
| 25   | おじいちゃんの極秘任務                   | Truth or Daredevil            |
| 26   | キック売ります                           | Sold!                         |
| 26   | ザ・建築現場                             | Faceplant!                    |
| 27   | 究極の選択                               | Stumped Again                 |
| 27   | 狙え!アクション写真                      | The Kick Stays in the Picture |
| 28   | 手を取りあって                           | Hand in Hand                  |
| 28   | 復讐のルイージ                           | Luigi Vendetta                |
| 29   | プールに飛び込め                         | Pool Daze                     |
| 29   | ウェイドと暮らそう                       | Live In Wade                  |
| 30   | ゴーカート・バトル                       | Kart to Kart                  |
| 30   | カイル2.0                                | Kyle 2.0                      |
| 31   | 体育のヒーロー                           | Gym Dandy                     |
| 31   | 恐怖の居残り                             | Detained                      |
| 32   | テレビ争奪戦                             | You've Been Brad'd!           |
| 32   | ブラッドのドッキリ！                     | Sleepover                     |
| 33   | 恐怖のハロウィーン                       | Kick or Treat                 |
| 33   | デッドマン・コースター                   | Dead Man's Roller Coaster     |
| 34   | ブラッドの部屋                           | Brad's Room                   |
| 34   | ウェイドはどこ？                         | Dude, Where's My Wade?        |
| 35   | ブリアナとの約束                         | Sister Pact                   |
| 35   | お静かに！                               | Shh!                          |
| 36   | 犬と暮らそう                             | K-Nein                        |
| 36   | デート大作戦                             | Bromance                      |
| 37   | カイルのクリスマス                       | A Cousin Kyle Christmas       |
| 37   | 雪山の救出作戦                           | Snow Problem                  |
| 38   | 屋根裏からの脱出                         | Attic-a                       |
| 38   | ガンター脱出計画                         | Free Gunther                  |
| 39   | のとかなのんびりリバー                   | Sleepy River Wild             |
| 39   | 演劇は過激                               | Power Play                    |
| 40   | 選ばれたのはだれ？                       | Poll Position                 |
| 40   | ジョック・ワイルダーのサバイバルキャンプ | Jock Wilder's Nature Camp     |
| 41   | プレゼントは、誰の手に                   | Swap Meet                     |
| 41   | スペリングコンテスト                     | Bee Awesome!                  |
| 42   | 道路クリーン大賞                         | Trash Talk                    |
| 42   | 泥棒を捕まえろ                           | Nerves of Steal               |
| 43   | モニカふたたび                           | Goodbye, Gully                |
| 43   | 秘密基地よ さようなら                    | Bad Car-ma                    |
| 44   | 噴火を止めろ！                           | Bwar and Peace                |
| 45   | パパは卓球王                             | Bad Table Manners             |
| 45   | 恐怖のテント                             | Petrified!                    |
| 46   | はい チーズ                              | Say Cheese                    |
| 46   | ベビーシッター ケンダル                  | Pinch Sitter                  |
| 47   | ブラッドの日記                           | Brad's Diary                  |
| 47   | おばあちゃんのいたずら                   | Sew What                      |
| 48   | 仕事人マウス                             | Big Mouth                     |
| 48   | キックの一番のファン                     | Last Fan Standing             |
| 49   | 恐怖のクッキー                           | Crumbs!                       |
| 49   | 涼しい顔                                 | Stay Cool                     |
| 50   | お金を返そう                             | Only the Loan-ly              |
| 50   | ローラー・ダービー対決                   | Roll Reversal                 |
| 51   | 双子から逃げろ                           | Meathead Justice              |
| 51   | バイキング・マート                       | Bwar-Mart                     |
| 52   | 逃げるカイル                             | Kyle E. Coyote                |
| 52   | 侵入警報                                 | Locked Out                    |
| 52   | ロックになったキック                     | Rocked                        |

## スタッフ
- 原作 - サンドロ・コルサロ
- 監督 - クリス・サヴィーノ、シャーム・コーエン
- 日本語版制作 - HALF H・P STUDIO
- 制作 - ウォルト・ディズニー・カンパニー